# Alexander Ødegaard
Alexander Ødegaard (* 13. September 1980 in Voss) ist ein ehemaliger norwegischer Fußballspieler.

## Karriere

### Verein
Ødegaard wuchs in Førde auf und spielte dort in seiner Jugend. Auch seine ersten Spiele bei den Herren absolvierte er hier.
Der 1,80 m große Stürmer wechselte im Sommer 1999 in die 1. divisjon zu Sogndal IL. In der Saison 2000 stieg er mit Sogndal in die Tippeligaen auf. Sein Debüt in Norwegens höchster Spielklasse gab er am 16. April 2001 bei der 0:3-Auswärtsniederlage gegen Odd Grenland. Sein erster Treffer war das 1:0 bei der 1:4-Niederlage gegen Lillestrøm SK am 29. April 2001. Für Sogndal IL spielte Ødegaard bis zum Ende der Saison 2004. In der letzten Saison erzielte er 15 Treffer und gewann den Kniksenprisen zum Stürmer des Jahres. In der Wahl setzte er sich gegen Rosenborgs Frode Johnsen und Robbie Winters von Brann Bergen durch. Trotz Ødegaards Treffern stieg Sogndal nach vier Jahren Tippeligaen als Tabellenletzter ab.
Auf Grund des Erfolges in der Saison 2004 wurden er von den Tippeligaen-Clubs Rosenborg Trondheim und Brann Bergen umworben. Er entschied sich für Rosenborg BK, dem damaligen amtierenden Meister und Meister der vergangenen 13 Jahre. Die Ablöse betrug 10 Millionen Norwegische Kronen. Sein Debüt für Rosenborg gab Ødegaard am 2. Spieltag beim Auswärtsspiel gegen FK Bodø/Glimt. Sein erstes Tor erzielte er drei Spieltage später in seinem insgesamt dritten Spiel für Rosenborg. Er traf zum 1:1-Ausgleich bei Lillestrøm SK. Ødegaard absolvierte in der Saison 2005 17 Tippeligaen-Spiele für Rosenborg und erzielte vier Tore. Er belegte mit Rosenborg den siebenten Tabellenplatz.
Obwohl Ødegaard einen Drei-Jahres-Vertrag besaß, wechselte er zur neuen Saison zu Viking Stavanger. Mit sieben Millionen Kronen war er der teuerste Spieler, den Viking jemals verpflichtet hatte. In zwei Saisons absolvierte Ødegaard 42 Tippeligaen-Spiele und erzielte acht Treffer. Von Januar 2011 bis Juni 2012 stand er beim französischen Zweitligisten FC Metz unter Vertrag. Anschließend ging er zu seinem Heimatverein Førde IL zurück. Hier beendete er nach der Saison 2015 seine aktive Karriere.

### Nationalmannschaft
Im Jahr 2004 spielte Alexander Ødegaard viermal für die norwegische Fußballnationalmannschaft. Seinen einzigen Treffer erzielte er am 13. Oktober 2004 im Qualifikationsspiel zur WM 2006 gegen Slowenien. Er wurde in der 80. Minute eingewechselt und stellte in der 90. Minute den 3:0-Endstand her.

## Erfolge
- Aufstieg in die Tippeligaen: 2000
- Kniksenprisen: Stürmer des Jahres: 2004